# Flyvende Jacob
Flyvende Jacob (svensk: flygande Jacob) er en svensk ret baseret på kylling med stegt bacon, banan, flødeskum med chilisauce og peanuts tilberedt i ovn. Retten blev opfundet af Ove Jacobsson som arbejdede i luftfragtindustrien, derfor navnet. Opskriften blev første gang offentliggjort i bogen Allt om Mat i 1976.

## Eksterne links
- Flyvende Jacob, klassisk svensk ret Arkiveret 27. november 2010 hos  Wayback Machine

| Mad og drikke | Spire Denne artikel om mad og drikke er en spire som bør udbygges. Du er velkommen til at hjælpe Wikipedia ved at udvide den. |